# Campagne d'Allemagne et d'Autriche
Pour les articles homonymes, voir Campagne d'Allemagne et Campagne d'Autriche.
Cinquième Coalition
Batailles
Campagne d'Allemagne et d'Autriche
- Sacile
- Teugen-Hausen
- Raszyn
- Abensberg
- Landshut
- Eckmühl
- Ratisbonne
- Neumarkt
- Radzymin (en)
- Caldiero
- Dalmatie
- Ebersberg
- Piave
- Malborghetto
- Linz (en)
- Essling
- Sankt Michael
- Stralsund
- Raab
- Gratz
- Wagram
- Korneuburg
- Stockerau
- Gefrees (en)
- Hollabrunn
- Schöngrabern (en)
- Znaïm
- Ölper

Batailles navales
- Martinique
- Sables-d'Olonne
- Île d'Aix
- Walcheren
- Lissa
- Pelagosa

Campagne de l'île Maurice
- Sainte-Rose
- Saint-Paul
- Île Bonaparte
- Grand Port
- Île de France
- Tamatave

Campagne d'Espagne
Rébellion du Tyrol
La campagne d'Allemagne et d'Autriche eut lieu durant la guerre de la Cinquième Coalition contre l'Empire français d'avril 1809 au 14 octobre 1809, date du traité de Vienne qui scelle la victoire française. C'est au cours de cette campagne que Napoléon et la Grande Armée essuyèrent leur première grande défaite, à Essling, les 21 et 22 mai, bataille qui eut également pour conséquence la première mort d'un maréchal d'Empire, à savoir le maréchal Jean Lannes, un des meilleurs commandants et amis de Napoléon. Cependant les victoires françaises d'Eckmühl, de Ratisbonne et surtout de Wagram permirent à l'Empire napoléonien d'assurer son hégémonie sur le continent.

## Un climat difficile pour Napoléon
En novembre 1808, l'armée française demeure divisée, une partie étant empêtrée dans le guêpier espagnol : pour la première fois, l'armée est perçue comme une armée d'invasion et elle doit affronter tout un peuple qui refuse la présence des Français. Cependant afin de reprendre en main une situation qui échappe à ses subordonnés, Napoléon entre en Espagne avec la Grande Armée jusqu'alors maintenue à l'est, remporte une série de victoires et parvient à Madrid où il stabilise plus ou moins la situation.
Mais déjà en France sont perceptibles de profonds signes de lassitude et de mécontentement devant des guerres qui n'en finissent pas. Napoléon doit faire face à un rapprochement de Talleyrand et de Fouché qui sonne comme un coup de tonnerre et qu'il perçoit comme une trahison.
Enfin Napoléon perd l'initiative, la guerre lui ayant été imposée par l'Autriche, désireuse de venger Austerlitz. Voulant l'éviter, il cherche l'aide du tsar Alexandre qui la lui refuse. Une habile campagne de propagande anti-napoléonienne réveille les nationalismes en Allemagne. Par ailleurs l'Angleterre, toujours désireuse de fomenter des coalitions contre la France, convainc un peu plus les Autrichiens de mobiliser leurs ressources en vue d'une attaque lancée en avril 1809 contre deux alliés de Napoléon sur le continent, la Bavière et le grand-duché de Varsovie.
Le conflit se présente donc dans de mauvaises conditions, Napoléon doit faire face à une Autriche belliqueuse, l'agitation qui couve en Allemagne, l'Espagne aidée par l'Angleterre au Portugal est en état d'insurrection, et à une trahison parisienne.

## Les principaux évènements de la campagne
Le 10 avril le royaume de Bavière est envahi, à la grande surprise de Napoléon qui n'attendait d'offensive autrichienne qu'à la fin du mois, pour rendre à l'Allemagne son indépendance et son honneur national selon l'archiduc Jean. Toutefois, en Bavière, la pluie et les difficultés d'approvisionnement retardent les 126 000 soldats autrichiens, ce qui permet à l'Empereur des Français d'opérer une manœuvre visant à contourner l'armée ennemie par le sud et à la couper de Vienne. Ainsi, en cinq jours, du 19 au 23 avril, les Français repoussent les Autrichiens d'Allemagne.

### Eckmühl: 22 avril 1809
Napoléon bat l'archiduc Charles à Abensberg le 20 et prend du même coup Landshut, mais il comprend que le gros de l'armée autrichienne est postée au nord, à Ratisbonne, avec à sa tête l'archiduc qui ordonne à ses troupes, la nuit du 21, d'attaquer les Français autour d'Eckmühl. Aussitôt, l'Empereur entreprend d'envoyer le corps de Lannes vers cette région pour livrer la bataille qu'il espère décisive pour le sort de la campagne. Parti de Landshut et accompagné des maréchaux Berthier et Masséna, l'Empereur gagne Eckmühl par le sud où se trouve l'avant-garde de l'armée d'Allemagne.
La bataille d'Eckmül est marquée par un important combat de cavalerie menée le soir vers Eggolfsheim, par les divisions de Nansouty et de Saint-Sulpice, sur deux lignes et deux colonnes, appuyées d'unités de cavalerie wurtembergeoises et bavaroises. Elles affrontent la cavalerie autrichienne, soutenue par des batteries d'artilleries, lors d'un combat sanglant où elles bousculent deux bataillons de grenadiers ennemis et provoquent la fuite désordonnée des Autrichiens.
Cependant Napoléon n'a pas livré à Eckmühl le combat décisif qu'il a prévu même si la bataille reste l'une des plus importantes de la campagne d'Autriche. Il a infligé des pertes assez élevées à l'adversaire sans toutefois l'empêcher de se replier. L'armée ennemie, ayant atteint Ratisbonne, entreprend de passer sur la rive nord du Danube.

### Prise de Ratisbonne: 23 avril 1809
Ratisbonne est la dernière victoire de la campagne des Cinq-Jours. Napoléon et son armée y arrivent le 23 et attaquent les Autrichiens alors qu'ils se replient vers l'est. Napoléon est blessé au talon par un Tyrolien, selon ses dires, et soigné par le docteur Yvan. Avec le siège de Toulon, c'est une des rares batailles où il est blessé personnellement.

### Essling: 21 et 22 mai 1809

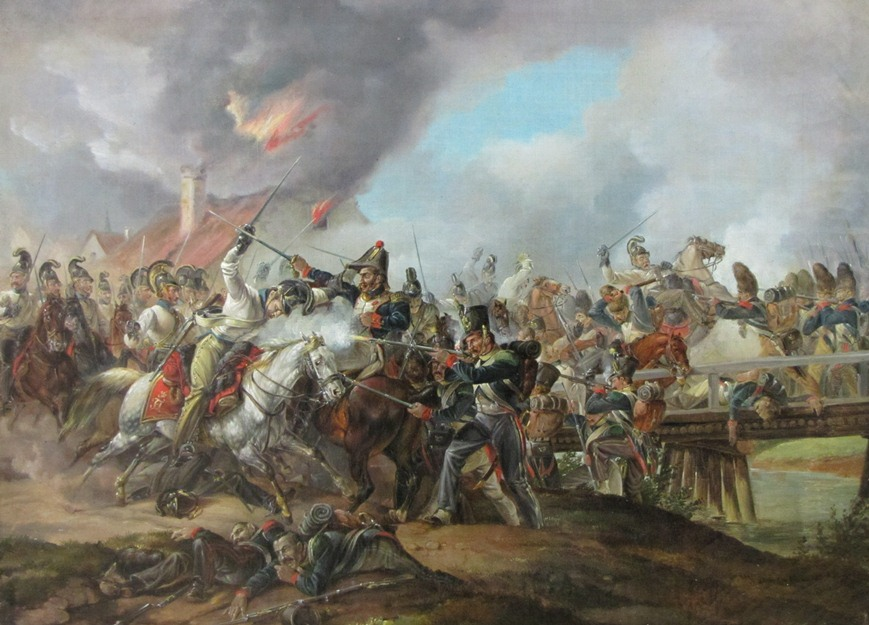
Combat d'Edelsberg le 5 mai 1809.

Après avoir pris Vienne, Napoléon se prépare à détruire le reste de l'armée autrichienne, mais l'archiduc Charles se prépare à en faire de même avec l'armée de Napoléon. L'archiduc Charles aimerait couper l'armée de Napoléon en deux en laissant passer une partie de ses hommes sur la rive est du Danube. Napoléon qui a compris ce plan fait passer à ses hommes le Danube en si grand nombre que les ponts menacent de s'écrouler sous le poids des hommes. En passant par l'île de Lobau qui est sur le Danube, Napoléon espère remporter une victoire sur l'armée autrichienne. Cette victoire, il la veut décisive et fait ainsi passer très rapidement à un grand nombre de ses hommes le Danube. L'archiduc Charles, lui, attend que son frère, l'archiduc Jean, qui est en Italie, vienne le rejoindre avant que Napoléon ait pu faire passer le Danube à un trop grand nombre de ses hommes. C'est pourquoi, le 21 mai 1809, il engage le combat dans les villages d'Aspern et d'Essling. Napoléon et ses hommes sont bloqués sur la rive est du Danube car les ponts sur le fleuve ont été détruits par une crue soudaine du fleuve et par les brûlots envoyés par les Autrichiens vers les ponts. Au matin du 22 mai 1809, Napoléon détient les deux villages d'Aspern et d'Essling mais des contre-attaques autrichiennes puissantes lui font perdre ces villages et ainsi l'avantage. Alors le maréchal Lannes se lance dans le combat pour Essling en sachant que s'il repousse les Autrichiens, la bataille est gagnée. Un boulet lui arrache alors les deux jambes alors qu'il s'était assis sur un rocher en attendant qu'on lui donne l'ordre d'attaquer car il manquait de ravitaillement, il est ramené à l'arrière mais refuse de finir amputé et meurt le 31 mai 1809 de la gangrène. Après que le maréchal Lannes s'est lancé dans le combat, les pontonniers rétablissent les ponts et Napoléon ordonne alors la retraite vers Vienne. L'archiduc Charles a ainsi pu repousser son ennemi et lui enlever un de ses meilleurs maréchaux ; il a pu infliger à l'armée de Napoléon son premier grand échec mais son armée à lui aussi sera détruite lors de la bataille de Wagram le 5 et 6 juillet.

### Wagram: 5 et 6 juillet 1809
Après la défaite d'Aspern-Essling, Napoléon veut remporter une victoire qu'il aimerait voir décisive sur l'armée autrichienne de l'archiduc Charles. Il reçoit des renforts du prince Eugène de Beauharnais qui vient de revenir d'Italie. L'archiduc Charles, lui, compte sur l'arrivée de son frère, l'archiduc Jean, qui pourrait revenir lui aussi d'Italie et attaquer le flanc droit de Napoléon. Mais Napoléon renforcé par son beau-fils se prépare à attaquer l'archiduc Charles à l'endroit où il avait réuni ses forces pour la bataille d'Aspern-Essling, la plaine de Wagram. Le 5 juillet, Napoléon attaque les Autrichiens de toutes parts dans la plaine de Wagram et décide de prendre le plateau. En fin de journée, il n'a pas pu prendre le plateau car les soldats italiens de son armée ont cru voir des Autrichiens venir du plateau pour les attaquer, les Italiens leur tirent dessus mais quand ils voient qu'ils continuent à se rapprocher, ils battent en retraite. Ces Autrichiens étaient en fait des Saxons de l'armée de Napoléon que les Italiens ont confondu avec des Autrichiens à cause de la couleur de leur uniforme. Le 6 juillet, Napoléon prend le plateau à son ennemi qui se replie alors. Napoléon a obtenu la victoire mais subi plus de pertes que prévu.

## Conséquences de la campagne

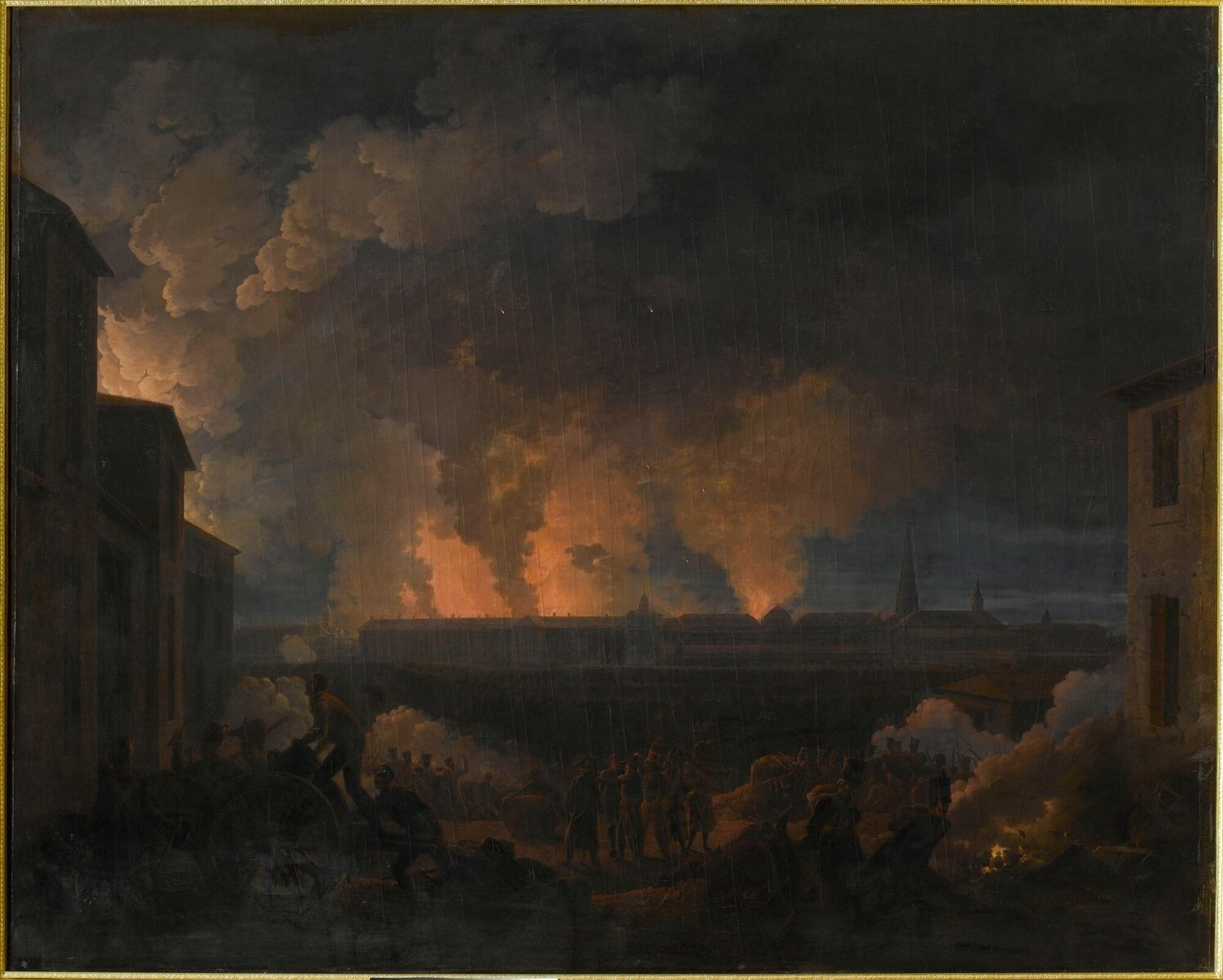
Bombardement de Vienne le 11 mai 1809.

La campagne va très vite se terminer après la victoire de Wagram pour Napoléon. Bien qu'il lui reste encore suffisamment d'hommes pour livrer bataille, l'archiduc Charles va demander la paix. Cette paix, on dira d'elle que c'est une victoire pour Napoléon car il va faire payer à l'Autriche une grande indemnité de guerre et il réduira son armée à 200 000 hommes, mais dans les faits cette campagne est non-décisive car Napoléon a subi un échec initial face à l'armée autrichienne et a perdu un de ses plus grands généraux : Jean Lannes (duc de Montebello et maréchal d'Empire).

### Armistice franco-autrichien à Znaim: 12 juillet 1809
Après la victoire de Wagram, les Autrichiens se replient vers le nord où le maréchal Marmont, sur ordre de l'Empereur, les poursuit et les affronte à Znaïm. La bataille se solde par une victoire française, qui vaudra à Marmont son bâton de maréchal.